# باري فراي
باري فراي (بالإنجليزية: Barry Fry)‏ (7 أبريل 1945 في المملكة المتحدة - ) هو مدرب كرة قدم ولاعب كرة قدم بريطاني في مركز مهاجم داخلي. لعب مع إبسفليت يونايتد وبولتون واندررز ومانشستر يونايتد ونادي لوتون تاون ونادي ليتون أورينت وBedford Town F.C. ‏ وسانت ألبانز سيتي وDunstable Town F.C. ‏ ونادي رومفورد ‏.